# 제18보병사단 (독일 국방군)

제18보병사단은 제2차 세계 대전 중 독일군 보병사단 중 하나로, 2차례 개편을 거쳐 최종적으로는 1943년에 18 기갑척탄병사단이 되었다.

## 부대 역사

### 18 보병사단
- 사단장 : 프리드리히 카를 크란츠 중장 1939년 9월 1일 ~ 1940년 11월 1일
- 1939년 9월 ~ 1940년 5월 : 폴란드 전역 참전 및 점령군으로 주둔.
- 1940년 5월 ~ 1940년 11월 : 프랑스 전투 참전 및 점령군으로 주둔. 주둔 중에 18 자동차화 보병사단으로 개편

### 18 자동차화 보병사단
- 편성일 : 1940년 11월 1일 개편
- 1940년 11월 ~ 1941년 6월 : 프랑스 점령군으로 주둔
- 1941년 6월 ~ 1942년 1월 : 동부 전선 중부 지구에서 참전
- 1942년 1월 ~ 1943년 6월 : 동부전선 북서 지구에서 전투. 이 와중에 18 기갑척탄병 사단으로 재편

### 18 기갑척탄병 사단
- 편성일 : 1943년 6월 23일
- 1943년 6월 ~ 10월 : 동부전선 북서 지구 전투 참전
- 1943년 10월 ~ 1944년 9월 : 동부전선 중부 지구에서 참전. 1944년 소련군의 여름 공세로 격심한 피해를 입음.
- 이후 사단 잔여 병력은 동프로이센과 베를린 전투에서 싸웠고, 1945년 5월 2일 베를린이 소련에 함락당했을 때 생존자들은 서쪽으로 생존을 위해 필사의 탈출을 결행했다.

## 역대 지휘관
- 프리드리히 카를 크란츠 중장 : 1939년 9월 1일 ~ 1940년 11월 1일

## 같이 보기
- 사단 (군사)
- 동부 유럽 전선
- 제2차 세계 대전의 독일군 사단 목록
- 군사 조직
- 독일 육군 (제2차대전)
- 독일 연방방위군 육군 (현재)